# Kość ciemieniowa człowieka

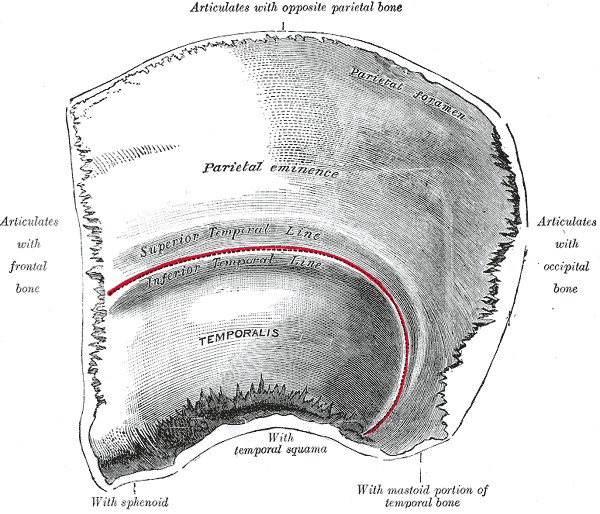
Powierzchnia zewnętrzna

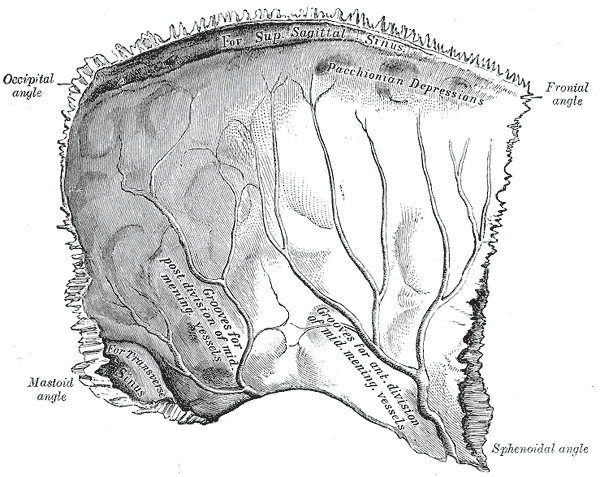
Powierzchnia wewnętrzna

Kość ciemieniowa (łac. os parietale) – w anatomii człowieka parzysta kość czaszki, biorąca udział w budowie jej sklepienia i ścian bocznych. Leży nad łuską kości potylicznej, przyśrodkowo do kości skroniowej i z tyłu za łuską kości czołowej.
Brzeg przyśrodkowy kości ciemieniowej łączy się w linii pośrodkowej z takim samym brzegiem kości strony przeciwnej, tworząc szew strzałkowy. Na powierzchni zewnętrznej znajduje się wyczuwalny, wypukły guz ciemieniowy. Na powierzchni wewnętrznej (wklęsłej, zwróconej do jamy czaszki) widoczne są bruzdy tętnicze dla tętnicy oponowej środkowej. Na kości tej wyróżnia się cztery kąty (angulus mastoideus – sutkowaty, sphenoidalis – klinowaty, frontalis – czołowy, occipitalis – potyliczny) oraz cztery brzegi (margo occipitalis – potyliczny, squamosus – łuskowaty, frontalis – czołowy, sagittalis – strzałkowy).